# الصفقة (فلم 1982)
الصفقة هو فيلمٌ لبنانيٌ أُنتج عام 1982.

## قصة الفيلم
يقوم مجرمٌ خطير باختطاف فتاة بريئة لعقد صفقة عمره، وتقوم الشرطة بمطاردته. يختطفها في البراري، وتعاني معه الجو الصعب، والأمطار الشديدة. لكنها مع مرور الوقت تلمس الجانب الإنساني لدى المجرم.

## وصلات خارجية
- مقالات تستعمل روابط فنية بلا صلة مع ويكي بيانات
- الصفقة على موقع كاروهات